# Sportsklubben Brann (femminile)
Lo Sportsklubben Brann Kvinner, citato più semplicemente come SK Brann o Brann, è una squadra di calcio femminile norvegese, sezione dell'omonimo club con sede nella città di Bergen, città costiera della contea di Vestland, nella regione di Vestlandet.
Istituita nel novembre 2021 sulla base del Sandviken Kvinner campione in carica, gioca le sue partite interne al Stemmemyren kunstgress, impianto da 1 500 posti, o occasionalmente nell'impianto usualmente utilizzato dalla squadra maschile, il Brann Stadion, da una capienza massima di 17 840 spettatori.

## Storia

### Idrettslaget Sandviken Kvinner
L'Idrettslaget Sandviken Kvinner, abbreviato semplicemente in IL Sandviken o Sandviken, era la squadra di calcio femminile della società polisportiva Idrettslaget Sandviken con sede a Sandviken, storico quartiere di Bergen.
Fondata nel 1978, è stata una delle prime squadre di calcio femminile a iscriversi al campionato nazionale e già dal 1987 giocò nella massima divisione, l'allora 1. divisjon, non scendendo mai al di sotto del secondo livello in tutta la sua storia sportiva e conquistando l'edizione 1995 della Coppa di Norvegia di categoria.
La squadra, guidata dal tecnico Alexander Straus, ha ottenuto il suo primo titolo di Campione di Norvegia al termine del campionato 2021.

## Palmarès
- Campionato norvegese: 2

2021, 2022
- Coppa di Norvegia: 2

1995, 2022

## Organico

### Rosa 2025
Rosa, ruoli e numeri di maglia tratti dal sito ufficiale e sito della federazione norvegese, aggiornati al 10 agosto 2025.
| N. |                     | Ruolo | Calciatrice                |
| -- | ------------------- | ----- | -------------------------- |
| 1  | Norvegia (bandiera) | P     | Selma Panengstuen          |
| 2  | Norvegia (bandiera) | D     | Cecilie Redisch Kvamme     |
| 3  | Norvegia (bandiera) | D     | Mia Authen                 |
| 5  | Norvegia (bandiera) | D     | Ingrid Østervold Stenevik  |
| 6  | Norvegia (bandiera) | C     | Cassandra Bogere           |
| 7  | Norvegia (bandiera) | C     | Heidi Ellingsen            |
| 8  | Norvegia (bandiera) | C     | Karoline Haugland          |
| 9  | Norvegia (bandiera) | C     | Amalie Eikeland            |
| 10 | Norvegia (bandiera) | C     | Signe Gaupset              |
| 11 | Norvegia (bandiera) | A     | Johanna Anna Maria Renmark |
| 12 | Norvegia (bandiera) | P     | Maria Hatvik Flister       |
| 13 | Norvegia (bandiera) | A     | Brenna Marie Lovera        |
| 14 | Norvegia (bandiera) | C     | Rikke Nygard               |

| N. |                      | Ruolo | Calciatrice            |
| -- | -------------------- | ----- | ---------------------- |
| 16 | Islanda (bandiera)   | A     | Diljá Ýr Zomers        |
| 18 | Norvegia (bandiera)  | C     | Nora Lie Eghdami       |
| 19 | Norvegia (bandiera)  | A     | Monica Nedgård Isaksen |
| 20 | Norvegia (bandiera)  | D     | Josefine Birkelund     |
| 21 | Norvegia (bandiera)  | P     | Sandra Stavenes        |
| 22 | Norvegia (bandiera)  | A     | Lauren Alison Davidson |
| 23 | Norvegia (bandiera)  | D     | Tomine Svendheim       |
| 24 | Finlandia (bandiera) | D     | Nea Lehtola            |
| 25 | Norvegia (bandiera)  | D     | Isa Bekken Lund        |
| 28 | Finlandia (bandiera) | C     | Emma Peuhkurinen       |
| 30 | Finlandia (bandiera) | D     | Joanna Tynnilä         |
| 32 | Norvegia (bandiera)  | C     | Maren Johnsen          |